# Альбицкий, Александр Геннадьевич
Алекса́ндр Генна́дьевич Альби́цкий (23 марта 1869, селе Глядково, Ардатовский уезд, Нижегородская губерния — не ранее 1918) — протоиерей Православной Российской Церкви, член IV Государственной думы.

## Биография
Родился в семье священника Геннадия Петровича Альбицкого.
В 1891 году окончил Нижегородскую духовную семинарию. Обвенчан с дочерью священника Анной Александровной Розановой.
В 1892 году рукоположён во священника к храму Рождества Христова в селе Рождественское Семёновского уезда Нижегородской губернии, законоучитель в местной церковно-приходской школе, противосектантский миссионер.
С 1894 года ключарь и смотритель свечной лавки в соборе Вознесения Господня города Семёнова, член-делопроизводитель Семёновского уездного отделения Нижегородского епархиального училищного совета. Одновременно с 1895 года законоучитель в мужской церковно-приходской школе и министерском училище, с 1896 года член Императорского православного палестинского общества.
С 1902 года миссионер, председатель местного отделения Нижегородского братства Святого Креста и уездного Комитета попечительства о народной трезвости. С 1909 года благочинный 1-го округа Семёновского уезда.
Награждён набедренником (1896), скуфьёй (1900), камилавкой (1906) и наперсным крестом (1912). 
Баллотировался в III Государственную думу но не набрал необходимого числа голосов.
18 октября 1912 года вторым съездом городских избирателей избран в члены IV Государственной думы от Нижегородской губернии. В его анкете значилось: «Домовладелец (дом, оценённый в 2 тысячи рублей)».
Входил во фракцию русских националистов и умеренно-правых (ФНУП), после её раскола в августе 1915 года — в группу прогрессивных националистов и Прогрессивный блок. Состоял членом комиссий: по вероисповедным вопросам, по городским делам, по рабочему вопросу и старообрядчеству, о борьбе с немецким засильем.
В 1914 году овдовел.
С 1915 года настоятель походной церкви одного из передовых санитарно-питательных отрядов, оборудованных Всероссийским национальным союзом. В мае 1916 года на городском собрании заявил, что женщин необходимо наделить избирательным правом.
В марте 1917 года был задержан в Нижегородской губернии местным населением, освобождение согласовывалось с министром юстиции Керенским. Затем организатор сбора хлеба среди губернских торговцев для Петрограда, автор трёх докладов обер-прокурору Синода о положении дел в Нижегородской епархии. Возведён в сан протоиерея.
В 1917 году избран членом Поместного Собора Православной Российской Церкви (член IV, IX, X, XV, XVII Отделов) и Учредительного собрания от Нижегородской губернии.
В январе 1918 года стал инициатором создания Союза защиты родины в городе Семёнов, открыто выступил с призывом не признавать советскую власть. Дальнейшая судьба неизвестна.